# Up&Up
"Up&Up" is een nummer van de Britse rockband Coldplay. Het werd uitgegeven op 22 april 2016 als de derde single van hun album, A Head Full of Dreams (2015), waar het de elfde track is.

## Videoclip
De bijhorende videoclip is geregisseerd door Vania Heymann en Gal Muggia en verscheen op 16 mei 2016.

## Hitnoteringen

### Nederlandse Top 40
| Positie: | 29 | 26 | 32 | 40 | uit |

### NederlandseSingle Top 100
| Positie: | 65 | 94 | uit |

### NPO Radio 2 Top 2000
| Nummer met noteringen in de NPO Radio 2 Top 2000 | '17  | '18  | '19  |
| ------------------------------------------------ | ---- | ---- | ---- |
| Up&Up                                            | 1343 | 1413 | 1845 |

1. ↑  Een vetgedrukt getal geeft de hoogste notering aan.
2. ↑  2017 was het eerste jaar met een notering voor dit nummer.
3. ↑  Deze tabel is bijgewerkt tot en met de laatste editie (2024).